# Kropiwki
Kropiwki – wieś w Polsce położona w województwie lubelskim, w powiecie parczewskim, w gminie Sosnowica.
Wieś ekonomii brzeskiej w drugiej połowie XVII wieku. W latach 1975–1998 miejscowość administracyjnie należała do województwa chełmskiego.
Wieś stanowi sołectwo w gminie Sosnowica. Według Narodowego Spisu Powszechnego z roku 2011 wieś liczyła 20 mieszkańców.
Wierni Kościoła rzymskokatolickiego należą do parafii pod wezwaniem Trójcy Świętej w Sosnowicy.